# مليح غوكجك

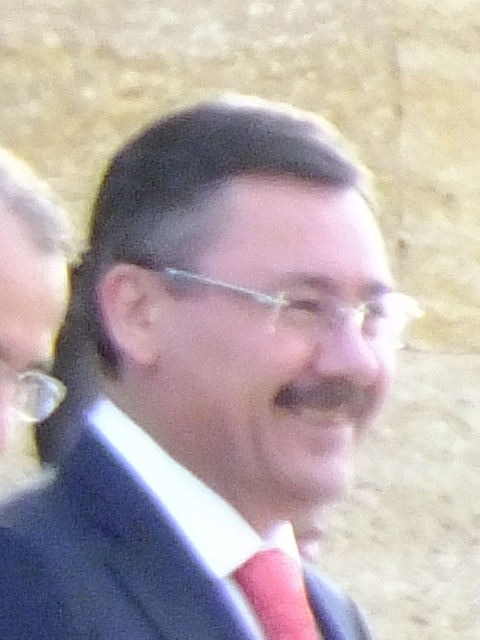
مليح غوكجك.

مليح غوكجك (بالتركية: İbrahim Melih Gökçek)‏ (مواليد 1948 م) هو سياسي تركي. تولى منصب رئيس بلدية أنقرة منذ 1994 م وهو عضو في حزب العدالة والتنمية.